# Punk in Bonn – Der Film Vol. I
Punk in Bonn – Der Film Vol.I ist ein deutscher Dokumentarfilm aus dem Jahr 2012. Regie führte Moritz Hellfritzsch.

## Inhalt
Punk in Bonn wirft einen ausführlichen Blick auf die Bonner Punkszene und umfasst den Zeitraum von 1977 bis 2012. Im Film kommen zahlreiche Musiker zu Wort, u. a. Bandmitglieder von Canalterror, Molotow Soda, Hammerhead, Toxoplasma, Popperklopper, Wild Gift, 1982, Monster Mash, Mofabande, Rabatz, Inzest, In Fear Of Fear, Punk´n´Play, Notdurft Extrem, Serbischer Männerpuff, The Puke, Oddball´s Band, Amok und 131. Des Weiteren werden szeneangehörige Veranstalter, Kneipenbetreiber, Fanzine-Macher oder Fotografen interviewt. Neben Interviews besteht der Film aus diversen Originalaufnahmen von Konzerten (u. a. von Razzia und Geistige Verunreinigung) oder Treffen am Kaiserplatz, dem Treffpunkt der Bonner Punkszene.

## Vorführungen
Punk in Bonn lief mehrfach im Bonner Kino WOKI, wo er am 13. Oktober 2012 Premiere feierte, und wurde auch in anderen Städten gezeigt, z. B. in Köln, München, Bochum oder in Berlin beim Too Drunk To Watch-Punkfilm-Fest. Die DVD von Punk in Bonn ist mittlerweile out of print.

## Rezeption
Der Dokumentarfilm wurde überwiegend positiv aufgenommen und besonders in der lokalen Presse mehrfach lobend erwähnt.
- Die Musikzeitschrift Trust schrieb über Punk in Bonn: "[…] was diese Dokumentation besonders macht, ist die Tatsache, dass bei allen oder doch den meisten Punk nicht vorbei ist. […] Es ist das uns wohlbekannte „Früher war alles besser“-Ding, das bei der Sichtung dieses Films zum Glück nicht entsteht. […] Daumen hoch!"[7][8]

- In der Filmzeitschrift Splatting Image fand man ebenfalls primär lobende Worte: "Sympathisch ist der Verzicht auf eine Anbiederung an öffentlich-rechtliche Fernseh-Aufklärung […] einerseits und linksradikal verkopfte Phrasendrescherei […] andererseits: PUNK IN BONN ist von der Szene für die Szene.”[9][10]

Dominik Schetting von Molotow Soda sagte im Interview mit dem Trust-Fanzine über den Film: "Ich finde den Film echt gut, insbesondere die erste Hälfte. [...] Ein sehr schönes Zeitdokument, auch wenn der Film ein paar Längen hat. Auf jeden Fall extrem sehenswert, da bis auf die Interviews alles private Aufnahmen der Punx und Bands aus drei Jahrzehnten sind [...]."

## Trivia
Regisseur Moritz Hellfritzsch sang von 2011 bis 2015 bei der Bonner Punkband 131, die ebenfalls im Film vorkommt.
Einige Personen, die an Punk in Bonn beteiligt waren, waren auch in die Produktion von Hellfritzschs Spielfilm Thief – Someday You Will Pay involviert: Tommy Molotow, Sänger von Molotow Soda co-produzierte den Film, In Fear Of Fear-Gitarrist Thomas Mattern steuerte die Filmmusik bei, Rabatz-Drummer René Lettkemann betätigte sich als Tonmeister, die Band 131 stellte ihren Proberaum als Drehort zur Verfügung und ist in einer Szene mit dem Song "Hier kommt die Kotze" zu hören.